# Vítězslav Lepařík
Vítězslav Lepařík (14. srpna 1914 Holice u Olomouce – 28. dubna 1945 Terezín) byl československý voják a velitel výsadku Glucinium.

## Mládí
Narodil se 14. srpna 1914 v Holici u Olomouce. Otec Josef byl krejčí, matka Růžena, rozená Dosoudilová byla v domácnosti. Měl sestru Olgu. Obecnou školu absolvoval v Holici, měšťanskou v Hodolanech. Byl hudebně a výtvarně nadaný a proto se přihlásil na učitelský ústav v Olomouci. Nebyl však přijat. Proto vystudoval v letech 1931 až 1935 Vyšší hospodářskou školu v Přerově.
Základní vojenskou službu nastoupil 1. října 1936 u 2. jezdeckého pluku v Olomouci. Absolvoval Jezdecké učiliště pro důstojníky v záloze v Pardubicích a k 1. říjnu 1937 postupně dosáhl hodnosti četaře. Od 1. září 1937 do 14. srpna studoval Vojenskou akademii v Hranicích, kterou ukončil v hodnosti poručíka jezdectva. Sloužil u odloučené roty v Hlohovci, odkud se po okupaci českých zemí musel vrátit zpět domů. 20. dubna 1939 byl propuštěn mimo činnou službu. 7. července 1939 bez rozloučení odjel od rodičů do Ostravy, kde společně s dalšími dvěma důstojníky překročil hranice do Polska.

## V exilu
Přes tábor v Malých Bronowicích se dostal do Paříže, kde 22. srpna 1939 podepsal závazek k Cizinecké legii. V řadách legie byl odeslán do Tunisu, ale již 28. září vstoupil v Agde do vznikající československé zahraniční armády. Ve funkci velitele čety kanónů proti útočné vozbě byl v červnu 1940 odeslán na frontu, kde se zúčastnil ústupových bojů před postupujícím Wehrmachtem. Vlivem administrativních zmatků nebyla jeho jednotka vyrozuměna o evakuaci. Za dramatických okolností se dostali k přístavu v Bordeaux, kde byli odzbrojeni a po krátké internaci odesláni zpět do Agde. Zde velel demobilizovaným vojákům slovenské národnosti a zde byl také po zradě dvou československých důstojníků francouzskou vichistickou policií zatčen za falšování cestovních příkazů a pět týdnů vězněn. 30. září 1940 byl propuštěn a po krátké službě na československém konzulátě v Marseille se 5. listopadu 1940 dostal do Alžíru a poté do Maroka, kde byl uvězněn. Jako vězeň se dostal do Casablanky, kde byl propuštěn. Krátce sloužil u francouzského dělostřeleckého pluku a poté se živil jako hudebník v nočních klubech. V Casablance začal organizovat další československé vojáky s cílem dostat se do Anglie. Díky finančnímu daru zakoupil malou rybářskou loď, v níž se 29. května 1941 s dalšími 29 čs. vojáky pokusil odplout do Gibraltaru. Plán útěku byl ale prozrazen a 20 členů výpravy bylo zatčeno. Se zbytkem vojáků se ale do Gibraltaru dostal 14. června 1941, kde byli přijati v britské pevnosti. 1. července 1941 přistál v Anglii.
V československém zahraničním vojsku v Anglii byl 24. června 1941 zařazen k baterii kanónů proti útočné vozbě. 1. října 1941 byl povýšen na nadporučíka. V květnu 1942 byl vybrán do výcviku pro zvláštní úkoly. Od 20. května 1942 do 7. dubna 1944 absolvoval základní výcvikový kurz, parakurz, kurz průmyslové sabotáže a konspirační výcvik. Dále potom absolvoval výcvik civilního zaměstnání. Již ve funkci velitele skupiny Glucinium absolvoval konspirační cvičení, dále potom spojovací cvičení a dokončovací kurz. Výcvik zakončil opakovacím parakurzem. 2. května 1944 se přesunul do Itálie.

## Nasazení
Společně s ostatními byl 3. července 1944 omylem vysazen u obce Purkarec místo u Borovan na Táborsku. Skupina se rozdělila. Nejdříve se ukrýval v Táboře, kde jej v jednom bytě překvapilo gestapo. Podařilo se mu prostřílet se a uniknout pronásledovatelům. Přes Moravskou Třebovou se dostal na Olomoucko, kde se napojil na skupinu odbojářů a dále do partyzánské skupiny na Šumpersku. Díky radioamatérům získal i vysílačku, se kterou odeslal několik zpráv do Anglie. Kvůli těmto zprávám se na něj napojili konfidenti gestapa. Prostřednictvím konfidenta Horáka, se kterým se setkal v Jablonném nad Orlicí, byl vylákán do Prahy a zde 18. října 1944 zatčen.
Poté, co byl gestapem získán pro spolupráci, začal plnit svěřené úkoly včetně práce proti vojenskému odboji, přestože právě toto původně odmítal. Prozradil úkryt J. Šandery a J. Žižky ze skupiny Barium (první schůzku se Šanderou ale gestapu neoznámil). 20. ledna 1945 byl převezen do koncentračního tábora v Terezíně. Na příkaz gestapa byl 28. dubna 1945 zastřelen.
Během svého nasazení byl 28. října 1944 povýšen na kapitána pěchoty.

## Po válce
26. října 1946 byl povýšen na štábního kapitána pěchoty in memoriam. Jeho jméno je uvedeno na pamětní desce v Olomouci-Hodolanech.

## Vyznamenání
- 1942 -  Československý válečný kříž 1939
- 1944 -  Pamětní medaile československé armády v zahraničí se štítky Francie a Velká Británie